# Den gamle Hærvej
Den gamle Hærvej er en dansk dokumentarfilm fra 1959 instrueret af Aksel Hald-Christensen.

## Handling
To unge mænd planlægger en vandretur langs den gamle jyske hærvej. Filmen følger deres tur gennem landskabssekvenser med fokus på flora, fauna og landbrug og bybilleder med fokus på arkitektur, fortidshistorie og kirker. Filmen igennem krydsklippes der til et kort, hvor ruten angives med blyant.